# Ratlou
Ratlou – gmina w Republice Południowej Afryki, w Prowincji Północno-Zachodniej, w dystrykcie Ngaka Modiri Molema. Siedzibą administracyjną gminy jest Stella.